# Bellis perennis
Bellis perennis hay còn gọi là Cúc Anh một loài thực vật có hoa trong họ Cúc. Loài này được L. mô tả khoa học đầu tiên năm 1753.

## Đặc điểm
Cúc Anh là cây thân thảo. Cây sống lâu năm cao khoảng 10-25 cm; cuống hoa có nhung mao, sọc thưa thớt. Những bông hoa có các tia màu trắng, hồng hoặc đỏ với tâm màu vàng và có đường kính lên tới 5 cm. Đĩa hoa màu vàng, cành cây hình chuông, có lông thưa ở gần, các thùy dựng đứng, hình tam giác, phẳng.

#### Lá
Lá dài từ 7-15 cm. Tuy nhiên, loài cây này cũng có những chiếc lá màu xanh đậm dài 2.5-5 cm, có hình hoa thị. Lá có thể trông hình thìa. Lá có thùy hoặc không có thùy, có răng và hình nêm hoặc cắt cụt ở gốc. Loại cây này không có lá trên thân: chỉ có lá ở gần gốc.

#### Tính độc
Loài này được cho là chứa saponin, oxalat và tanin gây độc cho một số loài động vật như chó, mèo, ngựa và có thể có độc cho con người.

## Phân bố[5]
Cúc Anh có nguồn gốc từ Châu Âu và Tây Á. Hiện nay nó được phân bố ở Anh, Đức, Iraq, Tây Ban Nha, Nam Tư, Chile, New Zealand và Mỹ.